# Rubén Olavarrieta
Rubén Darío Olavarrieta Onieva (Asunción, 17 marzo 1931) è un ex cestista paraguaiano.

## Carriera
Con il Paraguay ha disputato i Campionati del mondo del 1954, segnando 1 punto in 3 partite.